# San Miguel de la Sierra
San Miguel de la Sierra är en ort i Mexiko. Den ligger i kommunen Ayutla och delstaten Jalisco, i den södra delen av landet, 600 km väster om huvudstaden Mexico City. San Miguel de la Sierra ligger 2 113 meter över havet och antalet invånare är 217.
Terrängen runt San Miguel de la Sierra är kuperad åt nordost, men åt sydväst är den bergig. Runt San Miguel de la Sierra är det glesbefolkat, med 13 invånare per kvadratkilometer. Närmaste större samhälle är Chilacayote, 6,7 km nordväst om San Miguel de la Sierra. I omgivningarna runt San Miguel de la Sierra växer i huvudsak blandskog.